# Lâu đài Kellie
Lâu đài Kellie (Kellie's Castle, hay còn được gọi là Kellie's Folly) là một công trình tọa lạc gần Batu Gajah, bang Perak, Malaysia, cách thành phố Ipoh khoảng 20 phút lái xe. Công trình này vốn là một tòa lâu đài chưa hoàn thành được xây dựng bởi William Kellie Smith, một chủ đồn điền người Scotland. Có nguồn tài liệu nói rằng, tòa lâu đài là món quà cho người vợ của ông, hoặc là nhà cho con trai.

## Lịch sử hình thành
William Kellie Smith (1870 - 1926) [1] sinh năm 1870 tại Kellas, Moray Firth, Scotland. Năm 1890, khi mới 20 tuổi, ông tới Malaya với vai trò là một kĩ sư xây dựng. Ông tham gia và thắng thầu thương vụ khai thác 9000 hec ta rừng tại Batu Gajah, Perak từ chính quyền bang. Bằng lợi nhuận từ việc khai thác rừng, Smith mua 1000 mẫu rừng ở quận Kinta và bắt đầu trồng cây cao su và vọc, cũng như bắt đầu đầu tư vào ngành công nghiệp thiếc.
Smith đặt tên cho vùng đất của mình là Kinta Kellas. Sau đó ông trở lại Scotland để làm lễ cưới với người yêu cũng là một Scotland. Hai người cùng nhau sang Malaya năm 1903 và sinh hạ con gái đầu lòng tên là Helen một năm sau đó.
Năm 1909, Smith xây một biệt thự và đặt tên là "Kellas House" và năm 1915 nhân dịp con trai ra đời, ông bắt đầu kế hoạch xây dựng một lâu đài lớn với kiến trúc kết hợp Scottish, Moorish và Indian. Ông mời 70 thợ thủ công từ Madras Ấn Độ. Tất cả gạch, đá cẩm thạch được nhập khẩu từ Ấn Độ. Tòa lâu đài sẽ có 6 tầng tháp và được trang bị thang máy đầu tiên trên toàn Malaya, một sân tennis trong nhà và khu vực giải trí được đặt trên nóc nhà.

### Lập kế hoạch và khởi công
Khởi công chưa được bao lâu dịch cúm Tây Ban Nha xuất hiện lây nhiễm trong những người công nhân. Sau đó họ yêu cầu ông xây dựng một ngôi đền gần đó và Smith đã đồng ý. Để đáp lại sự hào phóng đó, họ đã đúc tượng hình ông bên cạnh các tượng thần khác trong bức tường của ngôi đền. Có một số nguồn thông tin cho rằng có một đường hầm được xây từ lâu đài đến ngôi đền.
Biệt thự của Smith được nối với đường chính qua một chiếc cầu bắc ngang một con suối. Ngôi nhà rất đặc biệt đó từng được nhắc đến trên tờ báo London Financier vào ngày 15 tháng 9 năm 1911.

### Khó khăn và cái chết của Smith
William Kellie Smith mất khi mới 56 tuổi vì viêm phổi khi đang ở Lísbon, Bồ Đào Nha năm 1926.
Vợ ông đã rất suy sụp và bà quyết định quay trở về Scotland. Cuối cùng thì lâu đài Kellie được bán cho một công ty của Vương quốc Anh tên là Harrisons & Crosfield.

### Kellie ngày nay
Hậu duệ của những lao động người Tamil được đưa sang Malaysia làm việc trong khu biệt thự đó vẫn sống tại đấy cho đến bây giờ. Lâu đài Kellie giờ là điểm thu hút du lịch của bang Perak và từng xuất hiện trên phim Anna and the King năm 1999 và phim Skyline Cruisers năm 2000.